# Copris ribbei
Copris ribbei är en skalbaggsart som beskrevs av Lansberge 1886. Copris ribbei ingår i släktet Copris och familjen bladhorningar. Inga underarter finns listade i Catalogue of Life.